# Frieren (personaggio)
Frieren (フリーレン?, Furīren) è il personaggio principale e protagonista del manga Frieren - Oltre la fine del viaggio, scritto da Kanehito Yamada e disegnato da Tsukasa Abe. Frieren è un'elfa, ex membro di un gruppo di avventurieri, La Compagnia dell'Eroe, guidato dall'eroe Himmel, che ha sconfitto il Re Demone e ripristinato la pace nel mondo dopo un viaggio decennale. Riunitasi con il suo ex gruppo cinquant'anni dopo, Frieren scopre che i suoi compagni sono inevitabilmente invecchiati, e Himmel muore di vecchiaia dopo un'ultima avventura per vedere una pioggia di meteoriti. Durante il funerale, Frieren esprime il suo senso di colpa per non aver cercato di sapere di più sull'eroe appena deceduto. L'elfa fa poi visita ai suoi altri ex compagni e, nel processo, prende come apprendista Fern, una ragazza adottata da Heiter, ex membro del gruppo di Himmel. Riceve anche un invito a viaggiare verso il presunto luogo di riposo delle anime nel lontano nord, dove spera di rivedere Himmel, dargli un addio adeguato ed esprimere i propri sentimenti. Per soddisfare tali richieste, Frieren intraprende un viaggio insieme a Fern mentre continua a coltivare la sua passione per l'apprendimento della magia.
Inizialmente concepita come una combattente comica, Yamada ha scartato diverse idee che aveva per Frieren fino a decidere di farla essere un'elfa che cresce durante la storia ricordando Himmel. Nell'adattamento anime, è doppiata da Atsumi Tanezaki in giapponese, da Mallorie Roda in inglese e da Martina Felli in italiano. L'accoglienza del personaggio è stata per lo più positiva, grazie al fatto che la serie si concentra sulla visione della sua vita e su come lei miri a diventare una persona migliore. Anche l'esplorazione approfondita del suo passato è stata lodata per come ha cambiato radicalmente la mentalità dell'elfa, rendendo ancor più profondo il personaggio.

## Biografia del personaggio
Frieren è una maga elfica che faceva parte del gruppo che ha sconfitto il Re Demone, la compagnia dell'eroe. Anche se appare molto giovane, appartiene ad una razza di elfi estremamente longevi e ha vissuto per oltre mille anni. Preferisce trascorrere le sue giornate cercando e imparando incantesimi rari. Poiché il suo senso del tempo è molto dissimile da quello degli umani, possiede una grande pazienza ed è contenta di aspettare mesi o anni per raggiungere anche piccoli obiettivi. Questa sua caratteristica porta anche gli umani a considerarla distante e insensibile alle emozioni.
È stata inizialmente cresciuta in un villaggio senza nome che è stato distrutto in un attacco delle forze del Re Demone. Scappando, è stata accolta da una maga umana di nome Flamme e ha iniziato a imparare la magia sotto la sua guida. Secoli dopo, si è unita al gruppo di Himmel, e, dopo un viaggio decennale, il loro gruppo ha sconfitto il Re dei Demoni. Il gruppo si è sciolto dopo questa vittoria, e, dopo la morte per vecchiaia di Himmel, Frieren ha rimpianto di non essere stata più vicina a lui durante la sua vita. Di conseguenza, ha iniziato un altro viaggio per conoscere meglio l'umanità. In questo secondo viaggio, è stata accompagnata da un'apprendista umana, Fern; Frieren ha iniziato a farle da guida su suggerimento del suo ex compagno di gruppo Heiter. L'obiettivo di Frieren è raggiungere la regione di Aureole, una regione nel lontano nord dove si crede risiedano le anime dei morti, nella speranza di rivedere Himmel e dargli un addio più adeguato.
L'alto livello di abilità magica di Frieren e il suo odio per i demoni l'hanno portata a ricevere il soprannome di Frieren la funesta (葬送のフリーレン?, Sōsō no Furīren).

## Concezione e sviluppo
Frieren era stata originariamente concepita dall'autore come protagonista di un manga comico in cui sarebbe dovuta essere ossessionata dall'uccidere demoni. Nella pianificazione della serie, tuttavia, l'editore Katsuma Ogura rimase impressionato dai disegni di Tsukasa Abe, a cui erano stati commissionati dei concept design sul personaggio, e le suggerì di collaborare con Kanehito Yamada. Quest'ultimo rimase colpito dalla prima illustrazione di Frieren, credendo che il personaggio principale avesse "un'aura di umanità". Abe fu quindi incaricata di disegnare il manga. Dopo diverse revisioni della trama e dei protagonisti, che riguardanti la commedia, l'autore arrivò all'idea di rendere la protagonista un'elfa dotata di una lunghissima vita, caratteristica da cui svariati elementi estremamente profondi sarebbero dovuti nascere. Elementi che, però, avrebbero fatto allontanare di molto il concept del manga dalla commedia. Keiichiro Saito, regista dell'adattamento animato a cura di Madhouse, ha affermato che Fern, apprendista di Frieren, sembra subire diversi cambiamenti nella narrazione poiché anche la sua crescita ha un impatto significativo sulla protagonista.

## Accoglienza
La risposta critica a Frieren è stata per lo più positiva. Anime News Network ha affermato che la sua storia si distingue tra le altre storie fantasy per il suo focus sui suoi rimpianti dopo la morte di Himmel, anche se il tempo trascorso con lui non è stato molto per lei considerando che la sua razza ha una vita lunga. Frieren è stata paragonata alla storia di Rip Van Winkle in quanto riflette in modo simile i cambiamenti dei tempi agli occhi del protagonista, il che rende lui e Frieren due personaggi con cui riuscire facilmente a identificarsi. Il funerale di Himmel cambia il personaggio dell'elfa, poiché decide di intraprendere un viaggio per chiarire i suoi sentimenti per l'eroe. Siliconera ha affermato che il manga aiuta i lettori a simpatizzare con la durata della vita dell'elfa mentre essa cerca un modo per rimediare agli stessi rimpianti che aveva con Himmel e di vivere una vita diversa. Ciò è particolarmente evidente nella natura episodica del manga, dove Frieren vive ricordando tutte le lezioni che Himmel le ha insegnato e le applica quando incontra nuove persone, valorizzando maggiormente i suoi rapporti umani. Crunchyroll ha anche notato come Frieren attraversi una notevole fase di crescita da quando Himmel muore ed essa inizia un nuovo viaggio prendendosi cura dell'apprendista di Heiter, Fern, e del discepolo di Eisen, Stark. Un altro aspetto della nuova personalità di Frieren è come inizia a comprendere la brevità relativa delle vite umane e inizia a valorizzare i suoi compagni umani.
Richard Eisenbeis di Anime News Network ha lodato la dinamica tra i personaggi principali, poiché Frieren cresce interiormente da quando incontra i suoi due apprendisti e la sua prospettiva del tempo cambia sempre più quando è insieme ai due adolescenti, modificando la sua mentalità ogni episodio. Ulteriori sviluppi del viaggio di Frieren insieme all'accresciuto romanticismo di Fern e Stark sono stati notati da Anime News Network, poiché aiutano a dare ulteriore profondità e un senso di continuità alla relazione tra la protagonista e l'eroe Himmel. Sequential Tart ha paragonato Frieren a Spock di Star Trek: «logico e distante e con difficoltà a capire gli umani, ma avvicinandosi sempre di più ad essere come gli umani man mano che procede». Sheena McNeil, dello stesso sito web, ha definito interessante il concetto dello scoprire «cosa succede al gruppo quando la missione è finita?», lodando anche il modo in cui Frieren lotta con il «diventare meno distaccata» e vede le sue esperienze come «momenti piacevoli, agrodolci e felici».
La successiva rivelazione del passato di Frieren e del soprannome "Frieren la funesta" è stata notata da Fiction Horizon come un'esposizione di nuovi lati della sua personalità: la scoperta che la sua famiglia sia stata uccisa dai demoni e la rivelazione del suo approccio freddo e spietato nel combatterli sono state notate come un contrasto con la sua natura altrimenti tranquilla. Comic Book Resources ha anche riconosciuto che il punto di vista dell'elfasui demoni è abbastanza diverso da quello di altri famosi protagonisti come Tanjiro di Demon Slayer - Kimetsu no yaiba, anche se vedono questo come una boccata d'aria fresca per l'anime nel suo complesso. Ciò è principalmente esemplificato nel duello di Frieren con Aura, che termina con l'elfa che magicamente costringe Aura a uccidersi. The Fandom Post ha acclamato la vera natura e il retroscena di Frieren, lo scrittore Dan Mansfield ha affermato di essere rimasto sorpreso da come gli episodi precedenti avessero costruito le abilità nascoste del protagonista fino al suo duello con Aura.
Un fotogramma del dodicesimo episodio dell'anime, in cui Frieren fa una smorfia mentre ha in mano una pozione, ha ottenuto popolarità sui social media, divenendo rapidamente la base di famosi meme.
Richard Eisenbeis di Anime News Network ha premiato Frieren come miglior personaggio del 2023 per il modo in cui porta avanti la serie mediante la propria caratterizzazione, osservando che è stata in grado di passare tra momenti seri e comici mantenendo comunque un arco nobile e tragico.